# 内布卡二世
内布卡二世（Bikheris）古埃及古王国时期第四王朝国王。（约公元前2558年左右），他的记载极少，其金字塔和木乃伊也未被发现，一些考古学家认为这是一个虚构人物。